# Dovima
Pour les articles homonymes, voir Juba.
Dovima, née Dorothy Virginia Margaret Juba le 11 décembre 1927 à New York et morte le 3 mai 1990 à Fort Lauderdale, est un mannequin américain. Remarquée en 1949, elle figure notamment sur l'un des plus célèbres clichés de l'histoire de la photographie de mode, Dovima et les Éléphants, prise par son compatriote photographe Richard Avedon dont elle est très proche. 

## Biographie
Dorothy Virginia Margaret Juba, Dovima, est un modèle de photographies de mode des années 1950, née à New York dans le quartier Jackson Heights de parents  irlandais par sa mère mannequin durant un temps et polonais par son père, policier. Durant l'enfance, elle est fébrile et reste bloquée chez à cause de maladies récurrentes ; elle peint beaucoup, signant « DO VI MA ». Elle se fait aborder un jour de 1949 dans une rue de Manhattan sur Lexington Avenue par une collaboratrice du magazine Vogue ; des tests-photo sont effectuées immédiatement. Dès le jour suivant, le photographe Irving Penn réalise des photos avec elle : elle refuse de sourire pour ne pas montrer ses dents, ce personnage à la « beauté mélancolique et éthérée » devient sa marque de fabrique et elle impose le surnom de Dovima. En moins d'un an, elle est le mannequin le plus célèbre de l'agence Ford ; son salaire passant de 25  à   60 $ de l'heure, elle devient connue comme « la fille à un dollar la minute »,.
Ses photos les plus célèbres sont réalisées par Henry Clarke souvent, Cecil Beaton ou Horst P. Horst, mais surtout Avedon, dont elle est l'un des mannequins favoris : « Je savais ce qu'il voulait avant qu'il ne l'explique », dira-t-elle plus tard. Leur collaboration devient un rapport « Mentor-Égérie », elle considère même le photographe comme son « frère jumeau ». Avec lui, elle parcourt le monde pour des séries de photos. Représentant la « femme idéale » des années 1950, « sophistiquée »,, elle reste, avec Suzy Parker et Dorian Leigh, une des trois icônes de l’industrie de la mode à cette époque et également l'une des mieux payées. En 1955 sont publiées dans le magazine Harper's Bazaar les deux photos Dovima with elephants dont l'une deviendra très célèbre.
Sa vie privée reste chaotique, entourée « d'hommes destructeurs » et divorcée deux fois. Elle quitte Ford et fonde sa propre agence, recrutant des mannequins à son image ; mais à l'aube des années 1960, sa renommée est en chute. À trente-cinq ans, elle quitte le métier, alors que les mannequins sophistiqués sont passés de mode, remplacés bientôt en couverture des magazines par ceux qui incarnent la jeunesse tels que Twiggy ou Jean Shrimpton : « Je ne voulais pas attendre jusqu'à ce que la caméra devienne cruelle » dira-t-elle. Elle souhaite se tourner vers le cinéma et obtient alors quelques petits rôles, principalement dans de rares séries télévisées : son esthétique n'est plus dans l'air du temps. Elle sombre alors dans une vie nocturne faite de boisson et de tabac, fragilisant plus encore sa santé.
Après plusieurs petits boulots variés, Dovima prend sa retraite en 1975 à Fort Lauderdale pour se rapprocher de ses parents. Elle termine sa vie comme serveuse dans le restaurant Two Guys Pizzeria de la ville dans les années 1980. Mariée à un barman, pour son troisième mariage, celui-ci décède en 1986. Elle meurt quelques années plus tard d'un cancer du foie pauvre et oubliée.

## Filmographie
- Funny Face (1957) en tant que Marion.
- Kraft Suspense Theatre en tant que Mrs. Aline Parmenter (1 épisode, 1964),
- The Man from U.N.C.L.E. en tant que Mrs. Karda (1 épisode, 1964),
- My Favorite Martian en tant que Model (1 épisode, 1964),